# 臺北市政府工務局新建工程處
臺北市政府工務局新建工程處（簡稱北市新工處），是臺北市政府所轄的二級機關，隸屬臺北市政府工務局，置處長1人、副處長2人、總工程司、主任秘書、專門委員各1人及副總工程司3人，下設9科1隊5室。
因應臺北市政府改制，在1967年11月29日於臺北市長安東路二段113號成立新建工程處籌備處，1968年3月正式於臺北市濟南路三段8號成立新建工程處，隸屬臺北市政府工務局，職管臺北市道路、橋梁暨建築等設計、採購、發包、施工、監造等工作。

## 歷史
- 1967年11月，於臺北市長安東路2段113號成立新建工程籌備處
- 1968年3月，新建工程處成立，隸屬工務局，下設道路工程設計科、環境工程設計科、建築工程設計科、工務科、供應科、安全室、總務室、主計室及人事室等5科4室，編制員額為244人。
- 1971年9月，增設工程配合科，共計6科4室，編制員額增加70人，員額總計為314人。
- 1973年8月，裁撤安全室，員額數仍維持為314人。
- 1974年4月，增設交通工程科，計7科3室，編制員額增加6人，調整為320人。
- 1977年2月，調整員額由320人修正為310人。
- 1979年2月，增加員額7人，為317人。
- 1984年6月，原主計室修正名稱為會計室，另增加員額編制為319人。
- 1987年10月，交通工程科修正為企劃科，執掌事項為中長程工程計畫編定研究。
- 1990年11月，增設共同管道科、資訊室，計8科4室，計增加23人，編制員額修正為342人。
- 1996年9月，裁撤「環境工程設計科」，移撥養護工程處，增設「機電工程科」及「共同管道管理中心」，減列員額18人，總計員額為324人。
- 2006年8月，配合市府「水路分家」政策，增加接辦本府工務局前養護工程處（現為水利工程處）之市區道路（含橋涵）維護業務，因應業務變動將原「道路工程設計科」、「企劃科」簡併為「規劃設計科」，刪除「供應科」及「共同管道管理中心」，並增設「維護工程科」、「工程品管科」、「挖掘管理科」、「養護工程隊」。配合增設單位增列職稱、因應業務增刪，增置分隊長、主任或場長等職稱，編制員額增減相抵後增置專任人員50人，員額總計為374人。
- 2015年7月，為統合道路巡查與管線管理資源，有效處理道路缺失及管線問題，改善市容及健全公共管線資料庫，配合市府成立臺北市道路管線暨資訊中心(任務編組)，主要執行人力係由新工處挖掘管理科及養護工程隊第三查核工務所人員擔任。
- 2018年1月，依職業安全衛生法將「工程品管科」修正為「品管及職安科」，以及配合實際業務內容變更將「拌合場」修正為「橋涵養護分隊」。另配合市府政策接辦區公所路寛八公尺以下道路維護管理業務，由區公所隨業務移撥，合計增列編制員額12人，並因配合大地工程處於2010年成立時減列移撥10人，工務局員額調整為376人。
- 2021年9月，配合臺北市道路管線暨資訊中心納入工務局，裁撤挖掘管理科，人員移撥至工務局，工務局員額總數調整為354人。

## 組織架構

### 處本部
- 處長
- 副處長（2人）
- 總工程司
- 主任秘書
- 副總工程司（3人）
- 專門委員

### 內部單位
- 規劃設計科：辦理本市道路、橋梁及相關設施等工程規劃、環境影響評估、都市計畫變更及工程設計等事宜。
- 機電工程科：辦理本市道路、橋涵、市有建築工程新建之水電、空調、監控系統、電梯及其他附屬機電設施之設計等事項。
- 建築工程設計科：辦理新建及市有建築工程之規劃及設計等事項。
- 工務科：辦理各項工程之採購、履約管理、施工管理、訴訟案件處理及營建剩餘資源管理等事項。
- 維護工程科：辦理本市道路、橋梁之修復保養設計、維護工程管理、維護資訊管理及爭議事件處理等事宜。
- 品管及職安科：辦理各項工程之施工品質查證管理、材料設備抽驗、職業安全衛生管理及管線單位施工品質之抽查等事項。
- 養護工程隊：辦理本市道路之巡查、維護、國賠、民間捐建認養道路之審核、民防、防災及救災等事項。
- 工程配合科：辦理本市道路、橋涵用地之協議、徵收、取得、工程範圍之地上物補償、拆遷、土地管理、人民申請使用道路之審核等事項。
- 共同管道科：辦理共同管道系統規劃、公告、單行法規之訂定、管道設計、預算、基金之編製管制、協調共同管道系統實施計畫、共同管道管理維護及收取埋設管線使用費等事宜。
- 資訊室：辦理資訊系統之整體規劃、設計、管理維護及推廣等事宜。
- 秘書室：辦理研考、文書、事務、出納及其他有關事項。
- 會計室：辦理預算、會計及統計事項。
- 人事室：辦理人事法令宣導及人事管理事項。
- 政風室：辦理政風法令宣導及其他有關政風事項。

## 歷任處長
| 任期   | 職稱 | 姓名   | 任職期間               | 備註     |
| 第1任  | 處長 | 殷顯五 | 1968年3月～1972年1月   |          |
| 第2任  | 處長 | 樊緒武 | 1972年1月～1974年9月   |          |
| 第3任  | 處長 | 蕭藏文 | 1974年9月～1981年1月   |          |
| 第4任  | 處長 | 康有為 | 1981年1月～1988年6月   |          |
| 第5任  | 處長 | 王 文  | 1988年6月～1990年7月   |          |
| 第6任  | 處長 | 陳茂銑 | 1990年8月～1994年7月   |          |
| 第7任  | 處長 | 陳欽銘 | 1994年7月～1999年10月  |          |
| 第8任  | 處長 | 莊武雄 | 1999年10月～2005年12月 |          |
| 第9任  | 處長 | 吳俊賢 | 2005年12月～2006年2月  | 代理處長 |
| 第10任 | 處長 | 李四川 | 2006年2月～2007年9月   |          |
| 第11任 | 處長 | 曾孝義 | 2007年9月～2008年2月   | 代理處長 |
| 第12任 | 處長 | 黃鍚薰 | 2008年2月～2008年5月   |          |
| 第13任 | 處長 | 羅俊昇 | 2008年5月～2008年9月   | 代理處長 |
| 第14任 | 處長 | 吳俊賢 | 2008年9月～2010年4月   |          |
| 第15任 | 處長 | 吳俊賢 | 2010年4月～2010年5月   | 代理處長 |
| 第16任 | 處長 | 林慶釩 | 2010年5月～2010年5月   | 代理處長 |
| 第17任 | 處長 | 黃一平 | 2010年6月～2012年1月   |          |
| 第18任 | 處長 | 黃一平 | 2012年1月～2012年4月   | 代理處長 |
| 第19任 | 處長 | 陳得意 | 2012年4月～2014年7月   |          |
| 第20任 | 處長 | 黃治峯 | 2014年7月～2015年3月   |          |
| 第21任 | 處長 | 黃治峯 | 2015年3月～2016年6月   | 代理處長 |
| 第22任 | 處長 | 黃一平 | 2016年6月～2017年9月   | 代理處長 |
| 第23任 | 處長 | 林志峯 | 2017年9月～2019年3月   |          |
| 第24任 | 處長 | 黃立遠 | 2019年3月～2022年1月   |          |
| 第25任 | 處長 | 林昆虎 | 2022年1月～迄今        |          |

## 外部連結
- 臺北市政府工務局新建工程處全球資訊網 （页面存档备份，存于）（繁體中文）（英文）